# Liste des empereurs de la dynastie Song
Cet article fait partie d'un « bon thème » labellisé en 2012.

Portrait de l'Empereur Song Taizu, fondateur de la dynastie Song, peint par un artiste anonyme

La dynastie Song (960-1279) est une dynastie impériale de Chine qui a succédé à la Période des Cinq Dynasties et des Dix Royaumes (907-960) et précédé la dynastie Yuan (1271-1368), qui renverse les Song en 1279. Cette dynastie est divisée deux époques, les Song du Nord (960-1127) et les Song du Sud (1127-1279), qui sont séparées par la conquête du Nord de la Chine par la dynastie Jin (1115-1234) en 1127. Entre ces deux périodes, la capitale impériale des Song passe de Bianjing (actuel Kaifeng) vers Li'an (actuel Hangzhou).
Cet article liste de façon complète les empereurs de la dynastie Song, avec leurs noms de temple, noms posthumes, noms de naissance et noms d'ères, ainsi qu'une courte description de leur règne. La dynastie est fondée par l'Empereur Song Taizu (r. 960-976) et prend fin avec le décès de Zhao Bing, connu après sa mort sous le nom de Weiwang (r.1278-1279). Le dernier Empereur des Song du Nord est Song Qinzong (r. 1126-1127), alors que le premier Empereur des Song du Sud est Song Gaozong (r. 1127-1162).
L'Empereur, également appelé huangdi, est le chef d'État suprême de l'ère impériale en Chine (-221 à 1912), dont fait partie la dynastie Song. Il est le dirigeant héréditaire qui partage le pouvoir avec des fonctionnaires civils nommés à divers niveaux de responsabilités, en fonction de leurs résultats aux examens impériaux. L'importance grandissante de la bureaucratie civile et de la bourgeoisie nationale durant les Song conduit l'Empereur à un rôle plus limité dans le choix de la politique intérieure, même s'il continue de maintenir son autorité aristocratique. Il possède le droit exclusif de promulguer de nouvelles lois, mais il doit toutefois respecter d'héritage juridique laissé par les empereurs des dynasties antérieures.

## Contexte
La dynastie Song est fondée par l'Empereur Song Taizu en 960, avant la réunification de la Chine historique, à l'exception des Seize préfectures. Les Song mènent un certain nombre de guerres avec la dynastie Liao (1125-1279), dirigée par l'ethnie des Khitans, pour la possession des Seize préfectures du Nord de la Chine. Le régime Liao est renversé en 1125 par une alliance entre les forces Song et les Jurchens menés par l'Empereur Jin Taizong (r. 1123-1134). Cependant, les Jin brisent rapidement l'alliance et envahissent les territoires septentrionaux des Song. Au cours de l'incident de Jingkang, les forces Jin capturent la capitale des Song, Kaifeng, en 1127, ainsi que l'Empereur Song Huizong (r. 1100–1126), alors Empereur retiré, son fils dirigeant en activité, l'Empereur Song Qinzong (r. 1126–1127) et plusieurs membres de la cour impériale.
L'Empereur Song Gaozong (r. 1127-1162), fils de Huizong, parvient quant à lui à fuir vers le Sud et établit la dynastie Song dans la ville actuelle de Nankin. Il proclame Hangzhou comme capitale temporaire en 1129, avant que la cité ne devienne capitale officielle de l'Empire en 1132. Les Jin tentent en vain à plusieurs reprises de conquérir les Song du Sud. En 1165, l'Empereur Song Xiaozong (r. 1162-1189) et l'Empereur Jin Shizong (r. 1161-1189) signent un traité de paix entre les deux pays. Les Song continuent de diriger la Chine du Sud jusqu'en 1279, date à laquelle la dynastie Yuan, menée par Kublai Khan, le Khagan des Mongols, envahit et renverse définitivement les Song. Le dernier dirigeant des Song est Zhao Bing, connu sous le nom posthume de Weiwang (r. 1278-1279). Il est tué lors de la bataille navale de Yamen, près de l'actuelle ville de Jiangmen, district de Xinhui, province de Guangdong.

## Titres et noms
Depuis la dynastie Qin (221-206 av. J-C) jusqu'à la dynastie Qing (1644-1912), le chef d'État est connu sous le nom de huangdi ou Empereur. Dans les textes historiques chinois, les empereurs de la dynastie Song, tout comme ceux des dynasties Tang et Yuan, sont référencés par leurs noms de temple. Avant la dynastie Tang (618–907), les empereurs sont généralement référencés dans les textes historiques par leurs noms posthumes. Durant les dynasties Ming (1368–1644) et Qing, les empereurs sont exclusivement référencés dans les textes historiques par un unique nom de période, alors que les empereurs des dynasties précédentes, dont les Song, utilisent généralement plusieurs noms de périodes. Le nombre de caractères écrits utilisées dans les noms posthumes croît sans interruption depuis la dynastie Han jusqu'à cette date. Ils deviennent donc ennuyeux pour le référencement des souverains. Par exemple, le nom posthume de Nurhachi (r. 1616–1626), fondateur des Jin postérieurs (1616-1636) qui deviendra plus tard la dynastie Qing, contient pas moins de 29 caractères écrits. Depuis la dynastie Tang, les noms de temple plus courts sont préférés pour le référencement des empereurs, une préférence qui est en application au cours de la dynastie Song. Chaque empereur possède également un nom de tombe (Ling hao 陵號) et divers autres titres honorifiques.

## Chef d'État

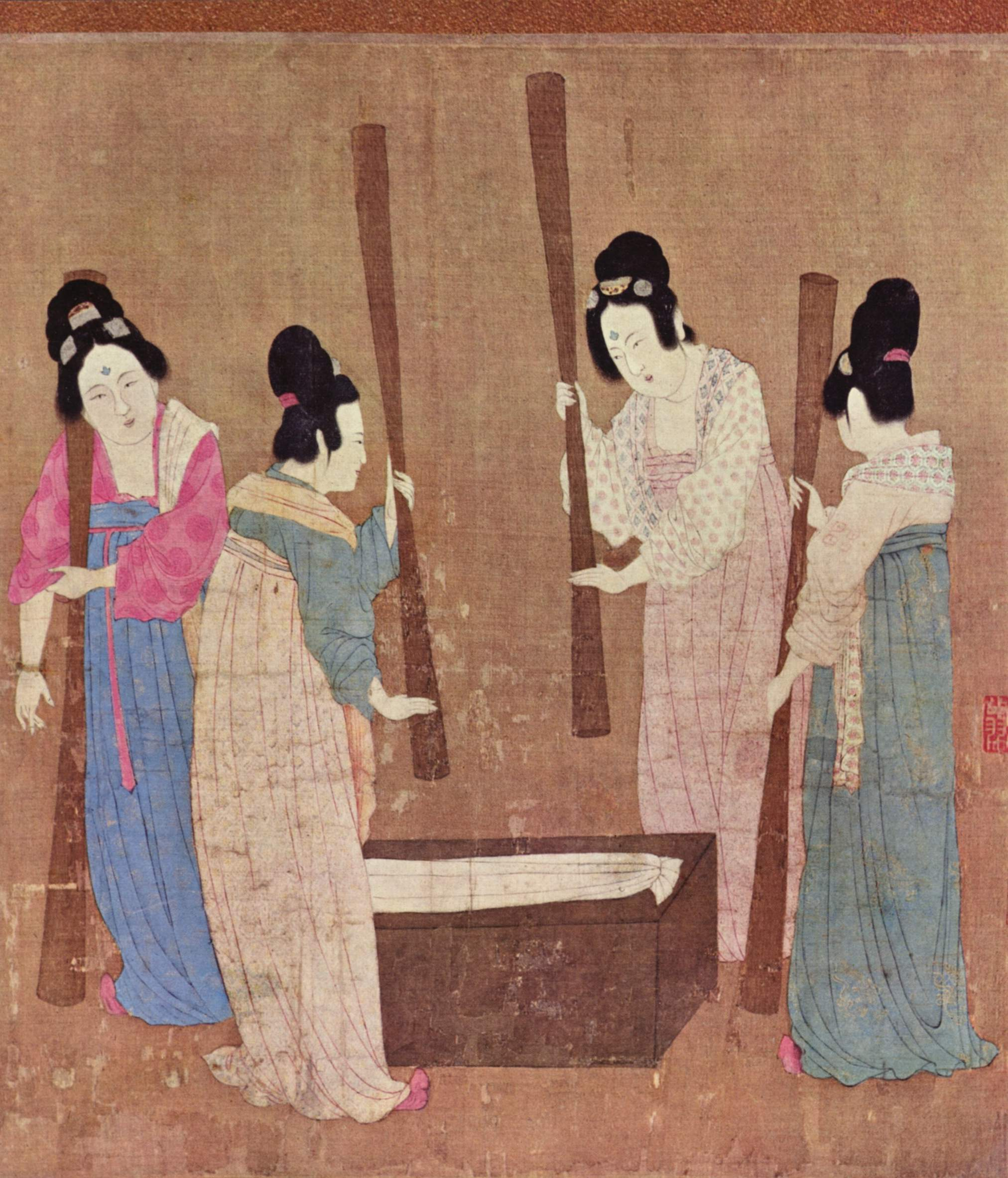
Peter K. Bol écrit que l'idéologie politique de l'Empereur, tout comme ses œuvres d'art, comme cette peinture montrant des femmes préparant la soie, a plus en commun avec le traité architectural du fonctionnaire Li Jie (李誡; 1065–1110) Yingzao Fashi (1103): des normes techniques élevées, un manque d'intérêt dans la variation individuelle, le souci de fonctionnement efficace et une cohérence de la conception dans laquelle toutes les pièces s'emboîtent parfaitement... Il me semble que ces qualités sont celles qui marquent la promesse de nouvelles politiques et de la foi de l'époque qu'il pouvait transformer la société dans un organisme de soutiennent mutuel et d'auto-amélioration sociale constante.

En théorie, le pouvoir politique de l'empereur est absolu. Mais durant l'ancienne dynastie Han, celui-ci partage de nombreux pouvoirs exécutifs avec des fonctionnaires civils et base habituellement ses décisions sur le conseil et le consensus formel de ses ministres. Au cours de la dynastie Song, un système national d'examens organisé par les bureaucrates érudits est utilisé pour recruter les fonctionnaires. Les candidats qui réussissent l'Examen de niveau Palais (le plus haut niveau d'examen dans le pays) sont nommés directement par l'empereur aux plus hautes fonctions du gouvernement central. Comme les roturiers, ces fonctionnaires aguerris doivent obéir à ses décrets sous peine d'être punis. Cependant, les fonctionnaires aguerris ne défient pas seulement l'empereur sur des différends politiques, mais ils influencent son comportement en le convaincant de suivre les coutumes et valeurs confucianistes, confirmés par les lettrés de la bourgeoisie qui supportent les fonctionnaires.
Durant la précédente dynastie Tang, l'empereur encourage généralement une petite opposition à sa politique. À cette époque, les concours des examens impériaux ne produisaient pas une forte majorité de fonctionnaires en service comme on le voit sous les Song. Une aristocratie héréditaire est alors en place et reste dans la cour pour les privilèges accordées à leur rang et à leur fonction. Désormais, les dirigeants Song, en particulier l'empereur Song Huizong, encouragent encore plus l'opposition politique, malgré les tentatives de conformer toute la société comme à l'époque des rois sages de la Chine ancienne. L'incapacité des dirigeants Song à monopoliser l'autorité politique et à empêcher l'opposition civile est liée à l'expansion du pouvoir du gouvernement civil et à la montée de l'influence de la bourgeoisie et des fonctionnaires érudits.
Lorsque la dynastie Song est fondée, les élites politiques sont constituées de fonctionnaires (et de leur descendance) qui ont précédemment servi dans les précédentes administrations de la période des Cinq Dynasties, mais également de fonctionnaires de familles importantes qui possèdent un ancêtre aristocrate et qui fournissent des fonctionnaires depuis plusieurs générations. Alors que les premiers empereurs Song souhaitent éviter la domination du gouvernement par les importants hommes militaires comme les jiedushi de la précédente époque, ils limitent le pouvoir des officiers militaires et se concentrent sur la construction d'un puissant ordre civil. Au cours du XIe siècle, l'expansion massive du système éducatif dirigé par le gouvernement et le nombre de fonctionnaires nommés par les examens impériaux assurent l'influence croissante d'une plus grande classe de bourgeoisie nationale qui fournit la plupart des fonctionnaires. À la fin du XIe siècle, la stratégie du mariage des élites de la part de plusieurs familles puissantes tombe en désuétude à cause des réformes de la Nouvelle Politique (Xin fa 新法) du Premier Ministre Wang Anshi (1021–1086). Ces grandes familles ne constituent plus un groupe sociopolitique important et sont remplacées à travers tout le pays par des fonctionnaires représentant la bourgeoisie locale.
Peter K. Bol, Professeur de Langues et Civilisations d'Asie Orientale à l'Université d'Harvard, affirme que les partisans de Wang, un activiste pour un gouvernement central exposé dans sa Nouvelle Politique, sont convaincus de sa connaissance des idéaux politiques de l'époque des Zhou occidentaux (1050 av. J.-C. – 771 av. J.-C.) et de l'Antiquité et sont déterminés à ajuster la société chinoise à sa vision. L'empereur marginalisé —le dernier aristocrate possédant un vrai pouvoir politique— embrasse le rêve de la société harmonieuse construite par les rois sages des temps anciens grâce à des cérémonies rituelles et des réformes politiques. Pourtant, après le règne de Huizong, les dirigeants et fonctionnaires Song méprisent la Nouvelle Politique et se focalisent plutôt sur la réforme de la société via une approche plus locale. Par exemple, Huizong tente entre 1007 et 1120 d'empêcher quiconque qui n'a pas suivi une école gouvernementale d'occuper un poste public. Il rejette donc quiconque ne possédant pas de connaissances sur son idéologie confucianiste. Cependant, les écoles gouvernementales des Song du Sud perdent finalement leur importance au profit des académies privées. Avant même le règne de Huizong, Sima Guang (1019-1086), un important Premier Ministre et rival politique de Wang Anshi, minimise  le rôle de l'empereur dans la conduite des réformes majeures et de la politique publique. Selon lui, l'empereur se contente de proclamer des nominations quand cela est nécessaire.
Les empereurs ont la possibilité d'être actifs ou totalement absents des affaires militaires et politiques et sont toujours libres de se consacrer aux études, aux cultes, aux passe-temps ou aux femmes à la place. Cependant, Frederick W. Mote affirme dans son livre Imperial China: 900-1800 que la plupart des empereurs Song — qui ont passé la plupart de leurs enfances confinés et isolés dans un luxueux palais — sont des conformistes distants détachés de la réalité et dépendent donc de la bureaucratie pour administrer le gouvernement. Bien que la conception générale veut que la cour des Song exerce le plus haut degré de retenue et de courtoisie à l'égard des fonctionnaires civils, le nouveau protocole de traitement des déférents instauré par les fonctionnaires pour l'empereur lors des conférences et autres réunions rompt le contact étroit entre l'empereur et ses ministres.

## Empereurs

### Song du Nord, 960-1127
| Portrait | Nom de temple (Miao Hao 廟號) | Nom posthume (Shi Hao 諡號)       | Nom de naissance                                                         | Dates de règne | Noms d'ères (Nian Hao 年號) et périodes correspondantes | Faits marquants du règne |
| -------- | ----------------------------- | --------------------------------- | ------------------------------------------------------------------------ | -------------- | --- | --- |
|          | Taizu (太祖 Tàizǔ)            | non utilisé, car trop sophistiqué | Zhao Kuangyin (趙匡胤 Zhào Kuāngyìn)                                     | 960-976        | - Jianlong (建隆 Jiànlóng) 960-963 - Qiande (乾德 Qiándé) 963-968 - Kaibao (開寶 Kāibǎo) 968-976 | Taizu (21 mars 927 - 14 novembre 976), de son nom personnel Zhao Kuangyin, est le fondateur de la dynastie Song. Général, il est choisi par ses pairs pour devenir empereur. Son frère cadet Taizong lui succède. |
|          | Taizong (太宗 Tàizōng)        | non utilisé, car trop sophistiqué | Zhao Kuangyi (趙匡義 Zhào Kuāngyì) ou Zhao Guangyi (趙光義 Zhào Guāngyì) | 976-997        | - Taipingxingguo (太平興國 Tàipíngxīngguó) 976-984 - Yongxi (雍熙 Yōngxī) 984-987 - Duangong (端拱 Duāngǒng) 988-989 - Chunhua (淳化 Chúnhuà) 990-994 - Zhidao (至道 Zhìdào) 995-997 | Taizong (20 novembre 939 – 8 mai 997), né Zhao Kuangyi, est le second empereur de la dynastie Song. Frère cadet du fondateur de la dynastie, Taizu, il parachève la réunification en annexant les Wuyue (978), puis les Han du Nord (979). En revanche, ses deux campagnes contre les Liao (979, 986) se soldent par des échecs. |
|          | Zhenzong (真宗 Zhēnzōng)      | non utilisé, car trop sophistiqué | Zhao Heng (趙恆 Zhào Héng)                                               | 997-1022       | - Xianping (咸平 Xiánpíng) 998-1003 - Jingde (景德 Jǐngdé) 1004–1007 - Dazhongxiangfu (大中祥符 Dàzhōngxiángfú) 1008–1016 - Tianxi (天禧 Tiānxǐ) 1017–1021 - Qianxing (乾興 Qiánxīng) 1022 | Zhenzong (23 décembre 968 – 23 mars 1022), né Zhao Heng, est le troisième empereur de la dynastie Song, et le troisième fils de Song Taizong. Son règne est marqué par le renforcement de la puissance du pays. |
|          | Renzong (仁宗 Rénzōng)        | non utilisé, car trop sophistiqué | Zhao Zhen (趙禎 Zhào Zhēn)                                               | 1022-1063      | - Tiansheng (天聖 Tiānshèng) 1023–1032 - Mingdao (明道 Míngdào) 1032–1033 - Jingyou (景祐 Jǐngyòu) 1034–1038 - Baoyuan (寶元 Bǎoyuán) 1038–1040 - Kangding (康定 Kāngdìng) 1040–1041 - Qingli (慶曆 Qìnglì) 1041–1048 - Huangyou (皇祐 Huángyòu) 1049–1054 - Zhihe (至和 Zhìhé) 1054–1056 - Jiayou (嘉祐 Jiāyòu) 1056–1063 | Renzong (仁宗) (30 mai 1010 - 30 avril 1063), né Zhao Zhen (趙禎), est le quatrième empereur de la dynastie Song, en Chine. Son long règne de plus de quarante ans (1022-1063) est divisé en neuf ères. |
|          | Yingzong (英宗 Yīngzōng)      | non utilisé, car trop sophistiqué | Zhao Shu (趙曙 Zhào Shù)                                                 | 1063-1067      | - Zhiping (治平 Zhìpíng) 1064–1067 | Yingzong (16 février 1032 – 25 janvier 1067), né Zhao Zongshi, puis Zhao Shu, est le cinquième empereur de la dynastie Song. Petit-fils d'un frère cadet de l'empereur Zhenzong), il est adopté par l'empereur Renzong en 1055. |
|          | Shenzong (神宗 Shénzōng)      | non utilisé, car trop sophistiqué | Zhao Xu (趙頊 Zhào Xū)                                                   | 1067-1085      | - Xining (熙寧 Xīníng) 1068–1077 - Yuanfeng (元豐 Yuánfēng) 1078–1085 | Song Shenzong (25 mai 1048 – 1er avril 1085) est le sixième empereur de la dynastie Song en Chine. Son vrai nom est Zhao Xu. Il règne de 1067 jusqu'à sa mort en 1085. Son Premier ministre Wang Anshi est à l'origine de plusieurs réformes en faveur des démunis et est considéré comme un précurseur de l'État-providence moderne. Sur le terrain militaire, Shenzong combat sans succès la dynastie des Xia occidentaux, qui devient une véritable menace pour les Song. |
|          | Zhezong (哲宗 Zhézōng)        | non utilisé, car trop sophistiqué | Zhao Xu (趙煦 Zhào Xǔ)                                                   | 1085-1100      | - Yuanyou (元祐 Yuányòu) 1086–1094 - Shaosheng (紹聖 Shàoshèng) 1094–1098 - Yuanfu (元符 Yuánfú) 1098–1100 | Zhezong (4 janvier 1076 – 23 février 1100), né Zhao Yong, puis Zhao Xu, est le septième empereur de la dynastie Song. Il régna de 1085 à 1100. |
|          | Huizong (徽宗 Huīzōng)        | non utilisé, car trop sophistiqué | Zhao Ji (趙佶 Zhào Jí)                                                   | 1100-1125      | - Jianzhongjingguo (建中靖國 Jiànzhōngjìngguó) 1101 - Chongning (崇寧 Chóngníng) 1102–1106 - Daguan (大觀 Dàguān) 1107–1110 - Zhenghe (政和 Zhènghé) 1111–1118 - Chonghe (重和 Chónghé) 1118–1119 - Xuanhe (宣和 Xuānhé) 1119–1125                                                                                         | Huizong (2 novembre 1082 - 4 juin 1135), empereur chinois du 8 février 1100 au 18 janvier 1126, le huitième de la dynastie Song, est une personnalité importante de l'histoire de l'art chinois. Sur le plan artistique, il excelle dans les représentations de fleurs et d'oiseaux. Mais en 1125 les Jürchen envahissent la Chine du Nord. La capitale Bianjing, aujourd'hui Kaifeng, est prise et l'empereur est fait prisonnier. Il meurt en captivité, en Mandchourie, en 1135 ou 1137. |
|          | Qinzong (欽宗 Qīnzōng)        | non utilisé, car trop sophistiqué | Zhao Huan (趙桓 Zhào Huán)                                               | 1126-1127      | - Jingkang (靖康 Jìngkāng) 1125–1127 | Qinzong (23 mai 1100 – 14 juin 1161), né Zhao Huan, est le neuvième empereur de la dynastie Song, et le dernier des Song du Nord. Il monte sur le trône en janvier 1126, après que son père, Huizong, abdique devant la menace jürchen. Son règne est bref : en janvier 1127, les Jürchen s'emparent de Kaifeng et font prisonnier Qinzong, ainsi que son père et la majeure partie de la famille impériale. Les deux anciens empereurs sont alors déportés dans le nord de la Mandchourie, où ils passent le reste de leur vie, servant de moyen de pression aux Jin face aux Song du Sud, dynastie issue d'un demi-frère de Qinzong, Gaozong. |

### Song du Sud, 1127-1279
| Portrait | Nom de temple (Miao Hao 廟號) | Nom posthume (Shi Hao 諡號)           | Nom de naissance           | Dates de règne | Noms d'ères (Nian Hao 年號) et périodes correspondantes | Faits marquants du règne |
| -------- | ----------------------------- | ------------------------------------- | -------------------------- | -------------- | --- | --- |
|          | Gaozong (高宗 Gāozōng)        | non utilisé, car trop sophistiqué     | Zhao Gou (趙構 Zhào Gòu)   | 1127-1162      | - Jingyan (建炎 Jianyán) 1127–1130, - Shaoxing (紹興 Shàoxīng) 1131–1162 | Gaozong (12 juin 1107 – 9 novembre 1187), né Zhao Gou, est le dixième empereur de la dynastie Song, et le premier des Song du Sud. Après l'invasion du nord de la Chine par les Jurchen, qui capturent les empereurs Qinzong et Huizong, Gaozong s'enfuit dans le Sud et s'installe à Hangzhou, d'où il continue la lutte contre les Jurchen de la dynastie Jin. Il abdique en 1162. |
|          | Xiaozong (孝宗 Xiàozōng)      | non utilisé, car trop sophistiqué     | Zhao Shen (趙昚 Zhào Shèn) | 1162-1189      | - Longxing (隆興 Lóngxīng) 1163–1164 - Qiandao (乾道 Qiándào) 1165–1173 - Chunxi (淳熙 Chúnxī) 1174–1189 | Xiaozong (27 novembre 1127 – 28 juin 1194), né Zhao Shen, est le onzième empereur de la dynastie Song, et le deuxième des Song du Sud. Il règne de 1162 à 1189. Il est un descendant lointain de Taizu, le fondateur de la dynastie, et un cousin éloigné du précédent empereur, Gaozong, qui doit se chercher un héritier dans toute la Chine du Sud après la mort de son unique fils et héritier. |
|          | Guangzong (光宗 Guāngzōng)    | non utilisé, car trop sophistiqué     | Zhao Dun (趙惇 Zhào Dūn)   | 1189-1194      | - Shaoxi (紹熙 Shàoxī) 1190–1194 | Guangzong (1147 – 1200), né Zhao Dun, est le douzième empereur de la dynastie Song, et le troisième des Song du Sud. Il règne de 1189 à 1194. |
|          | Ningzong (寧宗 Níngzōng)      | non utilisé, car trop sophistiqué     | Zhao Kuo (趙擴 Zhào Kuó)   | 1194-1224      | - Qingyuan (慶元 Qìngyuán) 1195–1200 - Jiatai (嘉泰 Jiātài) 1201–1204 - Kaixi (開禧 Kāixǐ) 1205–1207 - Jiading (嘉定 Jiādìng) 1208–1224 | Ningzong (1168 – 1224), né Zhao Kuo, est le treizième empereur de la dynastie Song, et le quatrième des Song du Sud. Il règne de 1194 à 1224. |
|          | Lizong (理宗 Lǐzōng)          | non utilisé, car trop sophistiqué     | Zhao Yun (趙昀 Zhào Yún)   | 1224-1264      | - Baoqing (寶慶 Bǎoqìng) 1225–1227 - Shaoding (紹定 Shàodìng) 1228–1233 - Duanping (端平 Duānpíng) 1234–1236 - Jiaxi (嘉熙 Jiāxī) 1237–1240 - Chunyou (淳祐 Chúnyòu) 1241–1252 - Baoyou (寶祐 Bǎoyòu) 1253–1258 - Kaiqing (開慶 Kāiqìng) 1259 - Jingding (景定 Jǐngdìng) 1260–1264 | Lizong (1205 – 1264), né Zhao Yun, est le quatorzième empereur de la dynastie Song, et le cinquième des Song du Sud. Il règne de 1224 à 1264. Sous son règne, les Jin de Chine du Nord sont vaincus par l'alliance entre les Song du Sud et les Mongols de Gengis Khan. |
|          | Duzong (度宗 Dùzōng)          | non utilisé, car trop sophistiqué     | Zhao Qi (趙祺 Zhào Qí)     | 1264-1274      | - Xianchun (咸淳 Xiánchún) 1265–1274 | Duzong (1240 – 1274), né Zhao Mengqi, est le quinzième empereur de la dynastie Song, et le sixième des Song du Sud. Il règne de 1264 à 1274. Sous son règne, les Mongols se livrent à des incursions de plus en plus fréquentes sur ses terres, sans qu'il soit capable de les arrêter. Sa principale forteresse, Xiangyang, tombe entre leurs mains en 1273 après un siège de six années. |
|          | Gongzong (恭宗 Gōngzōng)      | Gong Di (恭帝 Gōngdì)                 | Zhao Xian (趙顯 Zhào Xiǎn) | 1275           | - Deyou (德祐 Déyòu) 1275–1276 | L'empereur Gong ou Gongdi (chinois 宋恭帝) (1271-1323), également connu sous le nom de Zhào Xiǎn (趙顯), est le seizième empereur de la dynastie Song. Il règne de 1274 jusqu'à son abdication en 1276. Son grand frère Song Duanzong lui succède. En 1274, Gong n'a que quatre ans quand il monte sur le trône, à la suite de la mort de son père l'empereur Duzong. Son règne débute sous la régence de sa grand-mère, la grande impératrice douairière Xie, et de sa mère, l'impératrice douairière Quan. Par la suite, l'empire Song s'effrite sous les attaques et invasions mongoles de la dynastie Yuan. En capturant la capitale Lin'an, il se retire et se voit attribuer le titre de duc. Il part ensuite en exil au Tibet, où il finit sa vie en tant que moine. |
|          | Duan Zong (端宗 Duān Zōng)    | non utilisé, car trop sophistiqué     | Zhao Shi (趙昰 Zhào Shì)   | 1276-1278      | - Jingyan (景炎 Jǐngyán) 1276–1278 | L'empereur Duānzōng (en chinois : 端宗; 1268-8 mai 1278) est l'avant-dernier empereur de la dynastie Song du Sud. Aussi connu sous le nom de Seigneur de Nation-Établissement (建國公), il règne de 1276 à 1278, alors qu'il n'est qu'un enfant. Face à l'invasion des Mongols, l'enfant-empereur fuit et meurt finalement de maladie, alors qu'il n'a que dix ans. |
|          | Non nommé                     | Di (帝 Dì) ou Wei Wang (衛王 Wèiwáng) | Zhao Bing (趙昺 Zhào Bǐng) | 1278-1279      | - Xiangxing (祥興 Xiángxīng) 1278–1279 | Song Bing (en chinois : 宋帝昺) (1271 – 19 mars 1279) est le dernier empereur de la dynastie Song. Il est également connu sous le nom de Seigneur de la Nation-Perpétuelle (en chinois : 永國公 yongguo gong). Né Zhào Bǐng (趙昺), il est le fils de l'emperor Duzong, et le petit frère de son prédécesseur, l'empereur Duanzong. Il meurt au cours de la bataille de Yamen le 19 mars 1279, signifiant ainsi la fin de la dynastie Song. |